# Узнацьк
Узнацьк (біл. вёска Узнацк) — село в складі Крупського району Мінської області, Білорусь. Село підпорядковане Ігрушківській сільській раді, розташоване в східній частині області.